# Kamień nad Odrą
Kamień nad Odrą – wyludniona wieś w województwie śląskim, w powiecie wodzisławskim, gminie Gorzyce. Miejscowość tworzyła sołectwo Kamień. W 1921 r. w pobliżu miejscowości miała miejsce bitwa. W okresie międzywojennym była siedzibą gminy w pow. rybnickim.
Została wysiedlona z powodu budowy polderu Buków, który ma ochraniać przed zalaniem Racibórz, Opole i inne miejscowości położone nad Odrą. Wieś przestała oficjalnie istnieć w 1999 roku.